# Bloqueig (voleibol)
|  | Per a altres significats, vegeu «Bloqueig». |

El bloqueig és un gest tècnic del voleibol que constitueix el mitjà de defensa més important. El realitzen un, dos o tres jugadors que salten prop de la xarxa amb l'objectiu d'aturar l'atac de l'equip contrari, de manera que no passi al propi camp. El bloqueig pot convertir-se en un mètode d'atac si al colpejar la pilota aconseguim que caigui al camp contrari.
El més important per realitzar un bon bloqueig és tenir un bon salt en altura, una gran coordinació i resistència en el salt i sobretot, conèixer en quin moment és realment necessari un bloqueig.
El jugador es col·loca a uns 50 cm de la xarxa amb les cames separades i els braços paral·lels a la xarxa. Des d'aquesta posició el jugador observa la direcció de l'atac per tal de determinar la seva posició. Per desplaçar-se, utilitzen passos laterals.

## Tipus de bloqueig
El bloqueig individual realitzat per una sola persona, que generalment és la col·locadora.
El bloqueig col·lectiu està format per dos o tres jugadors. El millor bloquejador se situa normalment al mig. Tant els braços com les mans han d'estar a la mateixa alçada i bastant propers però, al mateix temps, els cossos han d'estar amb la suficient separació per no tocar-se i provocar desequilibris. Per a un jugador que formi part del bloqueig col·lectiu, és bàsica i fonamental una bona compenetració i coneixement dels altres jugadors que també realitzen el bloqueig.
Els bloquejos col·lectius estan formats per col·locador i rematador o bé col·locador i central.